# Ново-Село (община Куманово)
Ново-Село (мак. Ново Село) — село у Північній Македонії, входить до складу общини Куманово Північно-Східного регіону.
Населення — 274 особи (перепис 2002).